# مايج غارلاند
مايج غارلاند (بالإنجليزية: Madge Garland) هي محررة موضة ‏ أسترالية، ولدت في 12 يونيو 1898 في ملبورن في أستراليا، وتوفيت في 15 يوليو 1990.